# Список плазунів Греції
Цей список є списком видів плазунів, спостережених на території Греції. У Греції налічується 76 видів плазунів , 12 з яких є ендеміками, а три — чужорідними.

## Природоохоронний статус
Теги, що використовуються для виділення охоронного статусу кожного виду за оцінками МСОП:
| Вимерлий вид                        | Extinct               | Зниклий                          |
| Вид, що вимер у дикій природі       | Extinct in the Wild   | Зниклий у дикій природі          |
| Вид на межі зникнення               | Critically Endangered | Перебуває під критичною загрозою |
| Перебуває під загрозою зникнення    | Endangered            | Перебуває під загрозою           |
| Уразливий вид                       | Vulnerable            | Уразливий                        |
| Вид, близький до загрозливого стану | Near Threatened       | Близький до загрозливого стану   |
| Вид поза небезпекою                 | Least Concern         | У найменшій загрозі              |
| Вид з невизначеним статусом         | Data Deficient        | Відомості недостатні             |
| Вид з невизначеним статусом         | Not Evaluated         | Види з недослідженим статусом    |

## Ряд Лускаті (Squamata)
Найбільший ряд плазунів. До лускатих включають змій та ящірок. Налічує понад 5 тис. видів, з них у Греції трапляється 67 видів з 14 родин.

### Родина Агамові (Agamidae)
| Українська назва           | Латинська назва    | Автор таксона  | Статус МСОП | Поширення у Греції     | Зображення |
| Ряд: Лускаті (Squamata)    |                    |                |             |                        |            |
| Родина: Агамові (Agamidae) |                    |                |             |                        |            |
| Агама стеліон              | Stellagama stellio | Linnaeus, 1758 | LC          | північ країни, острови |            |

### Родина Веретільницеві (Anguidae)
| Українська назва                  | Латинська назва     | Автор таксона  | Статус МСОП | Поширення у Греції                                        | Зображення |
| Ряд: Лускаті (Squamata)           |                     |                |             |                                                           |            |
| Родина: Веретільницеві (Anguidae) |                     |                |             |                                                           |            |
|                                   | Anguis cephallonica | Werner, 1894   | NT          | ендемік, трапляється в Пелопоннесі, Закінфі та Кефалонії. |            |
| Веретільниця ламка                | Anguis fragilis     | Linnaeus, 1758 | LC          | на півночі країни                                         |            |
|                                   | Anguis graeca       | Bedriaga, 1881 |             | на півночі країни                                         |            |
| Жовтопузик                        | Pseudopus apodus    | Pallas, 1775   | LC          | майже по всій країні                                      |            |

### Родина Бланусові (Blanidae)
| Українська назва             | Латинська назва | Автор таксона    | Статус МСОП | Поширення у Греції      | Зображення |
| Ряд: Лускаті (Squamata)      |                 |                  |             |                         |            |
| Родина: Бланусові (Blanidae) |                 |                  |             |                         |            |
|                              | Blanus strauchi | (Bedriaga, 1884) | LC          | о. Родос, Кос, Калімнос |            |

### Родина Удавові (Boidae)
| Українська назва         | Латинська назва | Автор таксона    | Статус МСОП | Поширення у Греції | Зображення |
| Ряд: Лускаті (Squamata)  |                 |                  |             |                    |            |
| Родина: Удавові (Boidae) |                 |                  |             |                    |            |
| Удавчик західний         | Eryx jaculus    | (Linnaeus, 1758) |             |                    |            |

### Родина Хамелеонові (Chamaeleonidae)
| Українська назва                     | Латинська назва      | Автор таксона  | Статус МСОП | Поширення у Греції | Зображення |
| Ряд: Лускаті (Squamata)              |                      |                |             |                    |            |
| Родина: Хамелеонові (Chamaeleonidae) |                      |                |             |                    |            |
| Хамелеон африканський                | Chamaeleo africanus  | Laurenti, 1768 | LC          | ном Мессенія.      |            |
| Хамелеон звичайний                   | Chamaeleo chamaeleon | Linnaeus, 1758 | LC          | острів Самос       |            |

### Родина Полозові (Colubridae)
| Українська назва              | Латинська назва        | Автор таксона       | Статус МСОП | Поширення у Греції                     | Зображення |
| Ряд: Лускаті (Squamata)       |                        |                     |             |                                        |            |
| Родина: Полозові (Colubridae) |                        |                     |             |                                        |            |
| Мідянка звичайна              | Coronella austriaca    | Laurenti, 1768      | LC          |                                        |            |
| Полоз жовточеревий            | Dolichophis caspius    | (Gmelin, 1789)      | LC          |                                        |            |
| Полоз великий                 | Dolichophis jugularis  | Linnaeus, 1758      | LC          | Егейські острови                       |            |
| Ейреніс сумирний              | Eirenis modestus       | Martin, 1817        | LC          | Егейські острови                       |            |
| Полоз чотирилінійний          | Elaphe quatuorlineata  | Bonnaterre, 1790    | NT          | материкова Греція                      |            |
| Полоз сарматський             | Elaphe sauromates      | Pallas, 1811        |             | материкова Греція                      |            |
| Полоз свинцевий               | Hemorrhois nummifer    | Reuss, 1834         | LC          |                                        |            |
| Полоз балканський             | Hierophis gemonensis   | Laurenti, 1768      | LC          | Крит, Евбея, Кітіра та Іонічні острови |            |
| Полоз зелено-жовтий           | Hierophis viridiflavus | Lacépède, 1789      | LC          | присутність невизначена                |            |
|                               | Malpolon insignitus    | (St.-Hilaire, 1827) |             |                                        |            |
| Полоз оливковий               | Platyceps najadum      | Eichwald, 1831      | LC          |                                        |            |
| Котяча змія звичайна          | Telescopus fallax      | Fleischmann, 1831   | LC          |                                        |            |
| Полоз ескулапів               | Zamenis longissimus    | Laurenti, 1768      | LC          |                                        |            |
| Полоз леопардовий             | Zamenis situla         | (Linnaeus, 1758)    | LC          |                                        |            |

### Родина Геконові (Gekkonidae)
| Українська назва              | Латинська назва           | Автор таксона      | Статус МСОП | Поширення у Греції                       | Зображення |
| Ряд: Лускаті (Squamata)       |                           |                    |             |                                          |            |
| Родина: Геконові (Gekkonidae) |                           |                    |             |                                          |            |
| Гекон турецький напівпалий    | Hemidactylus turcicus     | Linnaeus, 1758     | LC          | досить поширений на значній території    |            |
| Гекон середземноморський      | Mediodactylus kotschyi    | Steindachner, 1870 | LC          | досить поширений майже на всій території |            |
|                               | Mediodactylus orientalis  | (Stepánek, 1937)   |             |                                          |            |
| Гекон кримський               | Mediodactylus danilewskii | (Strauch, 1887)    |             |                                          |            |
|                               | Mediodactylus bartoni     | (Stepánek, 1937)   |             | ендемік острова Крит                     |            |
|                               | Mediodactylus oertzeni    | (Boettger, 1888)   |             | ендемік островів Додеканес               |            |

### Родина Ящіркові (Lacertidae)
| Українська назва              | Латинська назва           | Автор таксона                                                     | Статус МСОП | Поширення у Греції | Зображення |
| Ряд: Лускаті (Squamata)       |                           |                                                                   |             | |            |
| Родина: Ящіркові (Lacertidae) |                           |                                                                   |             | |            |
|                               | Algyroides moreoticus     | Bibron & Bory, 1833                                               | NT          | ендемік, трапляється лише в Пелопоннесі                                                                                                |            |
|                               | Algyroides nigropunctatus | (A.M.C. Duméril & Bibron, 1839)                                   | LC          | поширений на заході країни |            |
|                               | Anatololacerta anatolica  | Werner, 1902                                                      | LC          | о. Самос, Ікарія |            |
|                               | Anatololacerta pelasgiana | (Mertens, 1959)                                                   |             | о. Родос, Сімі, Нісірос |            |
|                               | Anatololacerta budaki     | (Eiselt & Schmidtler, 1987)                                       |             | о. Родос, Сімі, Нісірос |            |
| Ящірка лучна                  | Darevskia praticola       | Eversmann, 1834                                                   | NT          | північний схід країни | 150px      |
|                               | Hellenolacerta graeca     | Bedriaga, 1886                                                    | NT          | |            |
| Ящірка прудка                 | Lacerta agilis            | (Linnaeus, 1758)                                                  | LC          | на півночі країни |            |
| Ящірка трилінійна             | Lacerta trilineata        | Bedriaga, 1886                                                    | LC          | на півночі країни |            |
| Ящірка зелена                 | Lacerta viridis           | Laurenti, 1768                                                    | LC          | на всій території |            |
| Змієголовка красива           | Ophisops elegans          | Ménétriés, 1832                                                   | LC          | на всій території |            |
|                               | Podarcis cretensis        | (Wettstein, 1952)                                                 | EN          | ендемік Криту |            |
|                               | Podarcis erhardii         | (Bedriaga, 1882)                                                  | LC          | досить поширений |            |
|                               | Podarcis gaigeae          | (Werner, 1930)                                                    | VU          | ендемік о. Скірос та Піперіон |            |
|                               | Podarcis levendis         | Lymberakis, Poulakakis, Kaliontzopoulou, Valakos, & Mylonas, 2008 | VU          | ендемік, трапляється зустрічається лише на островах Порі та Лагувардос, на північ від острова Антикітера, між Критом та Пелопоннесосом |            |
|                               | Podarcis milensis         | Bedriaga, 1882                                                    | VU          | ендемік, Егейські острови |            |
| Ящірка мурова                 | Podarcis muralis          | (Laurenti, 1768)                                                  | LC          | повсюдно на материковій Греції |            |
| Стінна ящірка пелопонеська    | Podarcis peloponnesiacus  | (Bibron & Bory, 1833)                                             | LC          | ендемік, трапляється лише на Пелопонеському півострові                                                                                 |            |
| Ящірка кримська               | Podarcis tauricus         | (Pallas, 1814)                                                    | LC          | повсюдно на материковій Греції |            |
|                               | Podarcis vaucheri         | (Boulenger, 1905)                                                 | LC          | чужорідний |            |
|                               | Podarcis siculus          | (Rafinesque, 1810)                                                | LC          | чужорідний |            |
| Ящірка живородна              | Zootoca vivipara          | (von Jacquin, 1787)                                               | LC          | |            |

### Родина Вужеві (Natricidae)
| Українська назва            | Латинська назва   | Автор таксона    | Статус МСОП | Поширення у Греції            | Зображення |
| Ряд: Лускаті (Squamata)     |                   |                  |             |                               |            |
| Родина: Вужеві (Natricidae) |                   |                  |             |                               |            |
| Вуж звичайний               | Natrix natrix     | (Linnaeus, 1758) | LC          | повсюдно в материковій Греції |            |
| Вуж водяний                 | Natrix tessellata | (Laurenti, 1768) | LC          | повсюдно                      |            |

### Родина Phyllodactylidae
| Українська назва         | Латинська назва       | Автор таксона  | Статус МСОП | Поширення у Греції | Зображення |
| Ряд: Лускаті (Squamata)  |                       |                |             |                    |            |
| Родина: Phyllodactylidae |                       |                |             |                    |            |
| Гекон стінний            | Tarentola mauritanica | Linnaeus, 1758 | LC          | Пелопонес, Крит    |            |

### Родина Сцинкові (Scincidae)
| Українська назва                    | Латинська назва           | Автор таксона                                   | Статус МСОП | Поширення у Греції         | Зображення |
| Ряд: Лускаті (Squamata)             |                           |                                                 |             |                            |            |
| Родина: Сцинкові (Scincidae)        |                           |                                                 |             |                            |            |
| Гологолов європейський              | Ablepharus kitaibelii     | Bibron & Bory de Saint-Vincent, 1833            | LC          | по всій материковій Греції |            |
|                                     | Ablepharus anatolicus     | Schmidtler, 1997                                |             |                            |            |
| Європейський веретеноподібний сцинк | Chalcides ocellatus       | (Forsskål, 1775)                                | NT          | спорадично                 |            |
|                                     | Heremites auratus         | (L., 1758)                                      | LC          | Родос, Симі, Кос та Самос  |            |
|                                     | Ophiomorus punctatissimus | (Bibron & Bory de Saint-Vincent, 1833)          | LC          | на півдні Греції           |            |
|                                     | Ophiomorus kardesi        | Kornilios, Kumlutaş , Lymberakis & Ilgaz , 2018 |             |                            |            |

### Родина Сліпуни (Typhlopidae)
| Українська назва              | Латинська назва       | Автор таксона | Статус МСОП | Поширення у Греції | Зображення |
| Ряд: Лускаті (Squamata)       |                       |               |             |                    |            |
| Родина: Сліпуни (Typhlopidae) |                       |               |             |                    |            |
| Сліпун червоподібний          | Typhlops vermicularis | Merrem, 1820  | LC          | досить поширений   |            |

### Родина Гадюкові (Viperidae)
| Українська назва             | Латинська назва        | Автор таксона  | Статус МСОП | Поширення у Греції                                                              | Зображення |
| Ряд: Лускаті (Squamata)      |                        |                |             |                                                                                 |            |
| Родина: Гадюкові (Viperidae) |                        |                |             |                                                                                 |            |
| Гадюка мілоська              | Macrovipera schweizeri | Werner, 1935   | EN          | Мілос, Кімолос, Сіфнос та Поліегос                                              |            |
| Гадюка османська             | Montivipera xanthina   | Gray, 1849     | LC          | у північно-східній Греції (Східна Македонія та Фракія) та на Егейських островах |            |
| Гадюка носата                | Vipera ammodytes       | LINNAEUS, 1758 | LC          |                                                                                 |            |
| Гадюка звичайна              | Vipera berus           | LINNAEUS, 1758 | LC          | північ країни                                                                   |            |

## Ряд Черепахи (Testudines)
У світі відомо понад 230 видів черепах, з яких у Греції зареєстровано 9 видів з 5 родин.

### Родина Морські черепахи (Cheloniidae)
| Українська назва                       | Латинська назва | Автор таксона    | Статус МСОП | Поширення у Греції                                                                     | Зображення |
| Ряд: Черепахи (Testudines)             |                 |                  |             |                                                                                        |            |
| Родина: Морські черепахи (Cheloniidae) |                 |                  |             |                                                                                        |            |
| Довгоголова морська черепаха           | Caretta caretta | Rafinesque, 1814 | EN          | узбережжя Закінфа і Кіпарисії — гніздова територія, що містить понад 3000 гнізд щороку |            |
| Зелена черепаха                        | Chelonia mydas  | (Linnaeus, 1758) | EN          |                                                                                        |            |

### Родина Безщиткові черепахи (Cheloniidae)
| Українська назва                          | Латинська назва      | Автор таксона    | Статус МСОП | Поширення у Греції | Зображення |
| Ряд: Черепахи (Testudines)                |                      |                  |             |                    |            |
| Родина: Безщиткові черепахи (Cheloniidae) |                      |                  |             |                    |            |
| Шкіряста черепаха                         | Dermochelys coriacea | (Vandelli, 1761) | VU          |                    |            |

### Родина Прісноводні черепахи (Emydidae)
| Українська назва                        | Латинська назва   | Автор таксона    | Статус МСОП | Поширення у Греції        | Зображення |
| Ряд: Черепахи (Testudines)              |                   |                  |             |                           |            |
| Родина: Прісноводні черепахи (Emydidae) |                   |                  |             |                           |            |
| Болотна черепаха європейська            | Emys orbicularis  | (Linnaeus, 1758) | NT          | майже на всій території   |            |
| Червоновуха черепаха звичайна           | Trachemys scripta | Thunberg, 1831   | NT          | чужорідний інвазійний вид |            |

### Родина Азійські прісноводні черепахи (Geoemydidae)
| Українська назва                                    | Латинська назва   | Автор таксона        | Статус МСОП | Поширення у Греції      | Зображення |
| Ряд: Черепахи (Testudines)                          |                   |                      |             |                         |            |
| Родина: Азійські прісноводні черепахи (Geoemydidae) |                   |                      |             |                         |            |
|                                                     | Mauremys rivulata | (Valenciennes, 1833) | LC          | майже на всій території |            |

### Родина Сухопутні черепахи (Geoemydidae)
| Українська назва                         | Латинська назва   | Автор таксона  | Статус МСОП | Поширення у Греції      | Зображення |
| Ряд: Черепахи (Testudines)               |                   |                |             |                         |            |
| Родина: Сухопутні черепахи (Geoemydidae) |                   |                |             |                         |            |
| Черепаха середземноморська               | Testudo graeca    | Linnaeus, 1758 | LC          | майже на всій території |            |
| Черепаха Германа                         | Testudo hermanni  | Gmelin, 1789   | NT          | майже на всій території |            |
| Черепаха облямована                      | Testudo marginata | Schoepff, 1793 | LC          | майже на всій території |            |